# فايربج
فايربج (بالإنجليزية: Firebug)‏ هو امتداد لمتصفح فايرفوكس يمكن استخدامه في تطوير وب، تمكن المستخدم من التعامل مع، تحرير، ومراقبة، صفحات الطرز المتراصة، ولغة ترقيم النص الفائق، وجافاسكربت. كما يتيح الامتداد العديد من أدوات تطوير وب الأخرى.

## وصلات خارجية
- فايربج على موقع Open Hub (الإنجليزية)
- فايربج على موقع تحديث موزيلا